# Yūki Kobayashi (Fußballspieler, 1992)
Yūki Kobayashi (japanisch 小林 祐希, Kobayashi Yūki; * 24. April 1992 in Tokio) ist ein japanischer Fußballspieler.

## Karriere

### Verein
Kobayashi stammt aus der Jugend des Vereins Tokyo Verdy, welcher zu dieser Zeit in der zweiten Liga spielte. Im Juli 2012 wurde der Wechsel Kobayashis zum Erstligisten Júbilo Iwata bekanntgegeben. Im August 2016 folgte dann der Wechsel zu niederländischen Verein SC Heerenveen. Sein Vertrag dort lief im Sommer 2019 aus und er war vorerst vereinslos. Erst im September 2019 unterschrieb er dann einen Zweijahresvertrag beim belgischen Erstdivisionär Waasland-Beveren. Nach nur einem Jahr in Belgien wechselte er nach Katar zu al-Khor SC. Ab Juli 2021 stand Kobayashi sechs Monate beim Zweitligisten Seoul E-Land FC in Südkorea unter Vertrag. Von dort ging er im Februar 2022 weiter zum Gangwon FC in die erste Liga. Für Gangwon bestritt er zwölf Erstligaspiele. Nach einem halben Jahr in Gangwon kehrte er Ende Juli 2022 nach Japan zurück. Hier schloss er sich dem Erstligisten Vissel Kōbe an. Für den Verein aus Kōbe bestritt er neun Ligaspiele. Nach einer Saison verließ er den Verein und unterschrieb im Januar 2023 einen Vertrag beim Ligakonkurrenten Hokkaido Consadole Sapporo. Am Ende der Saison 2024 belegte er mit Hokkaido den 19. Tabellenplatz und musste somit in die zweite Liga absteigen. Nach dem Abstieg verließ er den Verein und schloss sich im Januar 2025 dem Viertligisten Iwate Grulla Morioka an.

### Nationalmannschaft
Im Jahr 2016 debütierte Kobayashi für die japanische A-Nationalmannschaft und absolvierte bis 2017 vier Testbegegnungen. Weder bei der Weltmeisterschaft 2018, bei der Asienmeisterschaft 2019 noch bei der Copa América 2019, an der die japanische Nationalmannschaft als Gast teilnahm, gehörte er zum Kader. Allerdings spielte er 2019 bei vier weiteren Freundschaftsspielen. Insgesamt hat Kobayashi somit acht Länderspiele für Japan bestritten und erzielte dabei einen Treffer.